# Palais présidentiel d'Athènes
Pour les articles homonymes, voir Palais présidentiel (homonymie).
Le palais présidentiel d’Athènes ou, parfois, palais d’Iródou Attikoú (du nom de la rue où il est situé), est la résidence officielle du président de la République hellénique depuis le référendum institutionnel de 1974. Avant cette date, le monument était la demeure du roi des Hellènes et de sa famille.

## Histoire
La décision de construire le palais d’Iródou Attikoú est prise en 1868, à l’occasion de la naissance du prince Constantin, fils et héritier de Georges Ier, fondateur de la dynastie royale hellène contemporaine. L’État grec décide, en effet, d’offrir au futur diadoque une résidence particulière pour le jour de sa majorité. Vingt ans plus tard, après le mariage de l’héritier du trône avec la princesse Sophie de Prusse, l’État confie la construction du « Palais du diadoque » (c’est alors son nom) à l’architecte Ernst Ziller. Les travaux commencent en 1891 et s’achèvent six ans plus tard, en 1897.

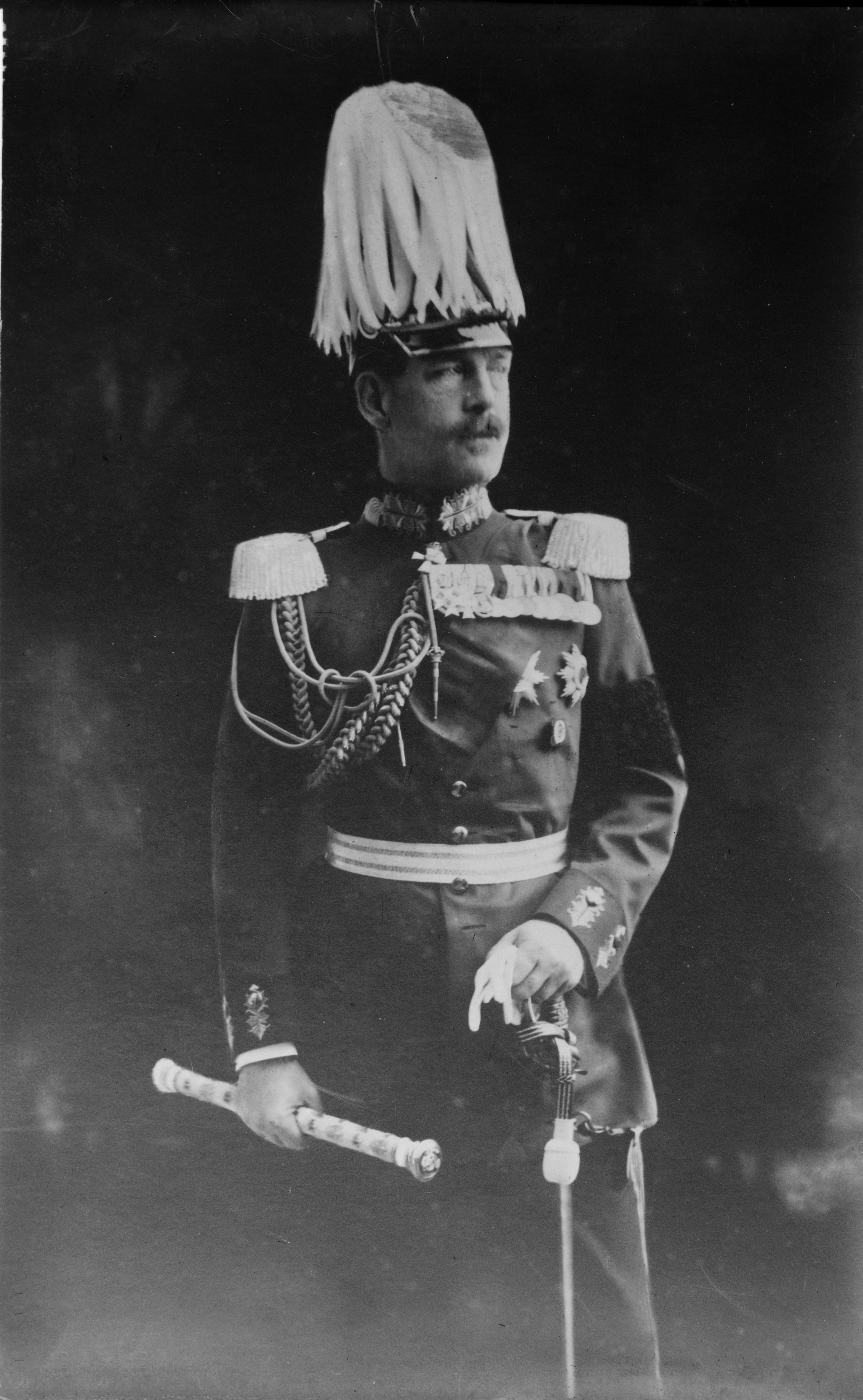
Constantin Ier en 1913.

La veille de Noël 1909, un incendie détruit une grande partie du palais royal d’Athènes (actuel Parlement hellénique) et la résidence du diadoque est temporairement utilisée comme demeure par la famille royale. Après l’assassinat de Georges Ier en 1913 et l’investiture de Constantin Ier, la résidence est transformée en palais royal tandis que le palais de la place Sýntagma n’est plus occupé que par la reine douairière Olga.
Le bâtiment est une première fois transformé en palais présidentiel lors de l’abolition de la monarchie en 1924 et il le reste jusqu’à la restauration de Georges II sur le trône en 1935. Il faut ensuite attendre 1974 et la proclamation de la Troisième République hellénique pour que la résidence devienne à nouveau palais présidentiel.
Chaque 24 juillet, le président de la République hellénique offre une réception dans le palais pour fêter la restauration de la démocratie en 1974. À cette occasion, de nombreux représentants de la classe politique, de l’armée, du monde académique ainsi que des personnalités de la presse et de l’économie sont invités.

## Jardins

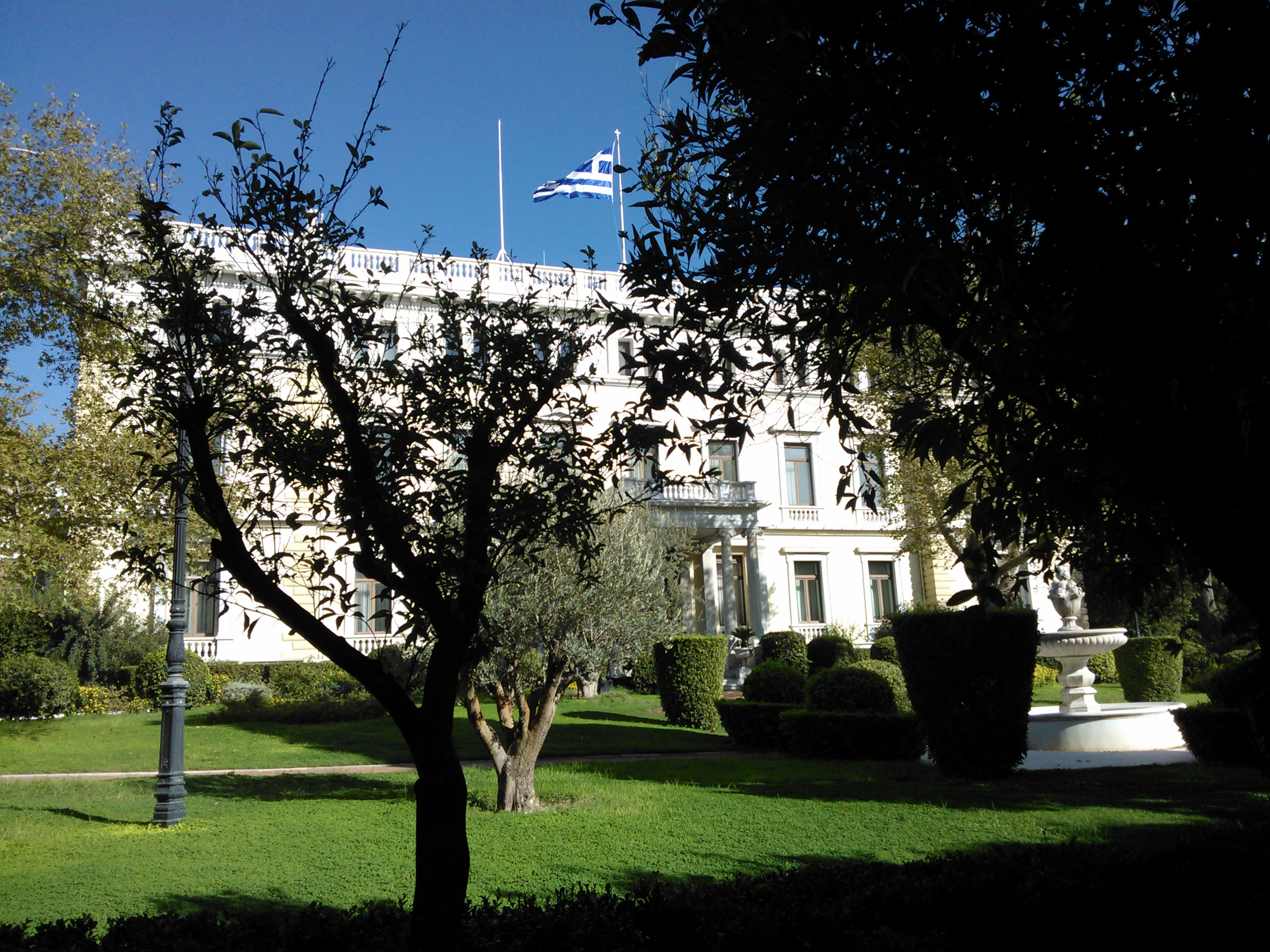
Le palais présidentiel vu des jardins.

Les jardins de l’actuel palais présidentiel occupent une superficie d’environ 25 000 mètres carrés et forment un îlot de verdure dans le centre d’Athènes. Au milieu du XIXe siècle, ces jardins appartenaient à l’ancien palais royal (actuel Parlement hellénique) et c’est seulement avec la construction du « Palais du diadoque » et le percement de la rue Hérode Atticus que cette zone boisée est transformée en jardins.
L’élaboration du parc semble être due au bureau de Ziller. Cependant, la sélection des plantes du jardin est probablement le fait d’un spécialiste grec car la plupart des arbres présents sont natifs du pays.
Dès sa conception, le parc est divisé en deux grandes sections à cause du relief et le palais se trouve dans la partie la plus haute. Le style des jardins situés devant le bâtiment est similaire à celui des autres constructions néoclassiques de la période (comme l’Université ou la Bibliothèque nationale). Le parc suit ainsi un plan géométrique relativement rigide de type français. Le formalisme des compositions situées près de la rue Hérode Atticus est cependant allégé par la présence de palmiers, de cyprès ou de tilleuls.